# Trnovac (Gospić)
Trnovac falu Horvátországban Lika-Zengg megyében. Közigazgatásilag Gospićhoz tartozik.

## Fekvése
Gospićtól légvonalban 8 km-re közúton 10 km-re nyugat-délnyugatra, a Velebit-hegység lejtői alatt, a Lika középső részén található Smiljani-karsztmező nyugati szélén fekszik. Területe bővelkedik erdőkben és vízfolyásokban. Legismertebb forrásai a Bukovac és a Crno vrilo.

## Története
Területe már a bronzkorban lakott volt, ezt bizonyítják a határában található Jozgina-barlang leletei. Itt egy tűzhely maradványait tárták fel tele cserépmaradványokkal és állati csontokkal. A leletek igazolják, hogy a barlang abban az időben lakóhely céljára szolgált. 1527-ben a vidék több mint százötven évre török megszállás alá került, lakossága elmenekült. A török időkben Trnovac a lička novai törököké volt. Az övék volt a Kosa dombon állt erőd is, amely a podgorjei bunyevácok behatolását akadályozta. 1686-ra a terület felszabadult a török uralom alól és a szabaddá vált területre Jerko Rukavina razanaci és Dujam Kovačević vinjeraci kenézek vezetésével még 1683-ban Karlobag vidékére telepedett bunyevácokat telepítettek le itt négy faluba (Brušane, Trnovac, Smiljan és Bužim). Trnovacra tíz családban 56 személy érkezett. Az újonnan érkezettek a likai határőrezredhez, 1765-től az otocsáni ezredhez, azon belül a 11. számú smiljani századhoz tartoztak. Trnovacot 1733-ban említi Šimon Zduna smiljani plébános egy jelentésében a smiljani Kármelhegyi Boldogasszony plébániatemplom filájaként. 1789-ben Trnovac a gospići Mária Mennybevétele plébánia filiája lett, szolgálatát káplán látta el. A lakosság számának növekedésével 1807-ben plébániát alapítottak a településen. Az új plébániatemplomot 1879-ben kezdték építeni és 1881-ben fejezték be. Idővel felépítették a Hétfájdalmú Szűzanya kápolnát is. 1850-ben Trnovacnak hét településével (Brižik, Debelo Brdo, Guste, Jadovno, Murjanovica, Novoselo, Privija, Podoštra) együtt 111 háza és 1007 lakosa volt. iskoláját 1851-ben építették és még abbanaz évben megnyitották. 1888-ig a tanítás nyelve német volt. Az épületet 1889-ben bővítették. A katonai határőrvidék megszüntetése után 1873-ban a települést integrálták a polgári közigazgatásba. A falunak 1857-ben 980, 1910-ben 717 lakosa volt. A trianoni békeszerződés előtt Lika-Korbava vármegye Gospići járásához tartozott. Ezt követően előbb a Szerb-Horvát-Szlovén Királyság, majd Jugoszlávia része lett. 1991-ben lakosságának 93 százaléka horvát volt. 1991-ben a független Horvátország része lett. 1991. december 19-én a plébániatemplomot a JNA repülőgépétől származó rakétatalálat érte. Megsérült a tetőszerkezet és a főoltáron álló Szent Miklós szobor. A falunak 2011-ben 96 lakosa volt.

## Lakosság
| Lakosság változása | Lakosság változása | Lakosság változása | Lakosság változása | Lakosság változása | Lakosság változása | Lakosság változása | Lakosság változása | Lakosság változása | Lakosság változása | Lakosság változása | Lakosság változása | Lakosság változása | Lakosság változása | Lakosság változása | Lakosság változása |
| ------------------ | ------------------ | ------------------ | ------------------ | ------------------ | ------------------ | ------------------ | ------------------ | ------------------ | ------------------ | ------------------ | ------------------ | ------------------ | ------------------ | ------------------ | ------------------ |
| 1857               | 1869               | 1880               | 1890               | 1900               | 1910               | 1921               | 1931               | 1948               | 1953               | 1961               | 1971               | 1981               | 1991               | 2001               | 2011               |
| 980                | 1.051              | 819                | 721                | 744                | 717                | 711                | 690                | 612                | 583                | 482                | 403                | 270                | 233                | 127                | 96                 |

## Nevezetességei
Szent Miklós püspök tiszteletére szentelt plébániatemploma 1879 és 1881 között épült. A templom a faluban egy dombon található. A főhomlokzat északnyugati tájolású. Egyhajós, négyszögletes alaprajzú épület, harangtornya a főhomlokzat előtt áll, hátul pedig ötoldalú apszissal rendelkezik. A szentély mellett a déli oldalon található a sekrestye. A berendezés (a fő- és a két mellékoltár) a 19. és a 20. század fordulójától származik, a tiroli műhely minőségi munkái.